# William Robinson (bokser)
William Robinson (ur. 20 lutego 1936 w Dulwich w Londynie) – angielski bokser, medalista mistrzostw Europy, olimpijczyk.

## Kariera w boksie amatorskim
Wystąpił w wadze lekkośredniej (do 71 kg) na igrzyskach olimpijskich w 1964 w Tokio, ale przegrał pierwszą walkę z późniejszym brązowym medalistą Nojimem Maiyegunem z Nigerii. Zdobył srebrny medal w wadze średniej (do 75 kg) na mistrzostwach Europy w 1965 w Berlinie, po wygraniu trzech walk i przegranej w finale z Walerijem Popienczenko z ZSRR.
Był mistrzem Anglii (ABA) w wadze lekkośredniej w 1964 i w wadze średniej w 1965.

## Kariera w boksie zawodowym
Walczył jako bokser zawodowy w latach 1966–1972. Występował w wadze półciężkiej. Walczył w Anglii i Australii. Stoczył 32 walki zawodowe, w tym 21 zwycięskich, ale nie walczył o żaden liczący się tytuł.